# De avonturen van Nero en zijn hoed
De avonturen van Nero en zijn hoed is een stripreeks van de Vlaamse stripauteur Marc Sleen. Onder deze titel zijn in de Belgische krant twee verhalen verschenen in de jaren 1950 en 1951. Het is de opvolger van de stripreeks De avonturen van detective Van Zwam en de voorloper van De avonturen van Nero & Co. De hoofdfiguur in de strip is Nero.

## Geschiedenis
Vanaf 2 oktober 1947 tekende Sleen in de krant De Nieuwe Gids de strip De avonturen van detective Van Zwam. Toen lezers hem te kennen gaven dat ze het personage Nero in de strip sympathieker vonden dan het hoofdfiguur Detective Van Zwam besloot de tekenaar Nero als hoofdfiguur om te dopen. De titel veranderde na negen strips in De avonturen van Nero en zijn hoed. Onder deze naam verschenen twee verhalen:
- Moea-Papoea (1950), verscheen in De Nieuwe Gids, Het Volk en De Antwerpse Gids.
- De Zwarte Voeten (1951), verscheen in Het Volk.[2]

Na deze twee verhalen liet Sleen de toevoeging "en zijn hoed" vallen en veranderde de titel definitief in De avonturen van Nero & Co

## De Hoed van Geraard de Duivel
Centraal in de verhalen staat een duivelshoed, die geïntroduceerd wordt in het laatste verhaal van Van Zwam: De Hoed van Geeraard de Duivel, en die vier verhalen achtereenvolgens een middelpunt vormt. Naast deze drie verhalen valt ook het eerste verhaal van De avonturen van Nero & Co hieronder: De Bronnen van Sing Song Li. In deze vier verhalen is de hoed Nero's trouwste gezelschap, de redder in nood die Nero beschermt of het nodige tevoorschijn tovert. In het laatste verhaal verdrinkt de hoed in de zee en vertrekt hij naar de "hoedenhemel".